# Марселіна Деборд-Вальмор
Марселіна Деборд-Вальмор (фр. Marceline Desbordes-Valmore, власне, Марселіна Фелісіте Жозефіна Деборд, 20 червня 1786, Дуе — 23 липня 1859, Париж) — поетеса французького романтизму.

## Біографія
Батько — художник-іконописець і гербівник, який розорився в період Революції. 1801 року під час мандрівки з матрі'ю до Гваделупи через Бордо, уперше виступила як актриса. Мати померла 1802 року. Після повернення до Франції, Марселіна грала в театрах Дуе, Лілля, Брюселля. Грала роль Розіни в Севільському цирюльнику Бомарше. Згодом втратила п'ятилітнього сина, якого народила від актора, що його у віршах називала Олів'є. 1817 року вийшла заміж за актора Проспера Ланшантена (сценічне ім'я — Вальмор), від якого народила трьох дітей. 1823 року залишила сцену і зайнялася творчою діяльністю. Померла 23 липня 1959. Похована на цвинтарі Монмартр.

## Творча діяльність
Як поетка дебютувала 1819 року збіркою віршів Елегія і романси, отримавши позитивні відгуки критиків у журналах Франції. За правління Луї-Філіппе отримала королівську стипендію і була відзначена декількома преміями.

## Вплив
Письменниця привернула увагу Бальзака, Сент-Бева, Бодлера, вплинула на поезії Верлена та Рембо, та інших французьких поетів кінця ХІХ — початку ХХ ст. Верлен приєднав Дебор-Вельмор до так званих проклятих поетів і написав про неї есе, у якому назвав її талановитою жінкою епохи.
Її книги були в бібліотеці Ніцше. Нарис про письменницю написав Стефан Цвейг. Статтю про її прозу написав Арагон.
Багато віршів поетеси покладено на музику композиторами ХІХ — поч. ХХ ст. (Малібран, Бізе, С.Франк, Р.Ан). Пісні на її вірші виконують сучасні французькі співаки Жулен Клер, Бьоле та ін.
1993 року в Дуе була створена Асоціація Деборд-Вальмор. Рукописи поетеси зберігаються в бібліотеці її рідного міста. Її ім'ям названо вулицю в XVI окрузі Парижа.

## Твори
Окрім лірики, писала повісті, романи та казки для дітей.
- Chansonnier des grâces (1816)
- Élégies et romances (1819)
- Elégies et Poésies nouvelles (1825)
- Album du jeune âge (1829)
- Poésies (1830)
- Les Pleurs (1833)
- Pauvres Fleurs (1839)
- Bouquets et prières (1843)
- Poésies posthumes (1860)

## Українські переклади
Поезії Марселіни Деборд-Вальмор українською мовою перекладали Михайло Орест, Наталя Лівицька-Холодна, Микола Терещенко.